# Pseudobasidiospora caroliniana
Pseudobasidiospora caroliniana är en svampart som beskrevs av Dyko & B. Sutton 1978. Pseudobasidiospora caroliniana ingår i släktet Pseudobasidiospora, divisionen sporsäcksvampar och riket svampar.   Inga underarter finns listade i Catalogue of Life.